# Piotr Tomicki
Piotr Tomicki of Tomicius (Tomice, 1464 - 29 oktober 1535, Krakau) was de 41e bisschop van Krakau, bisschop van Przemyśl, bisschop van Poznań, vice-kanselier van Polen en koninklijke secretaris. Hij wordt gezien als een van de belangrijkste vertegenwoordigers van de Poolse renaissance.

## Biografie
Piotr Tomicki was een telg van de Poolse herladische clan Łodzia; zijn vader, Mikołaj van Tomice, was een chorąży (vaandeldrager) uit Poznań. Piotr Tomicki studeerde aan de kathedraalschool van Gniezno, in 1486 in Leipzig en kort daarna aan de Jagiellonische Universiteit, waar hij in 1490 zijn bachelorgraad haalde en in 1494 zijn magistrature in filosofie. Datzelfde jaar reisde hij af naar Bologna om rechten te studeren. Hij behaalde zijn doctorale graad in 1500.
Kardinaal Frederik Jagiellon nam Piotr Tomicki in 1501 in dienst als kanselier en benoemde hem een paar maanden later tot aartsdiaken van Krakau. Tussen 1503 en 1506 was Piotr Tomicki in dienst aan het hof van bisschop Jan Lubrański. Hij werd in 1511 gewijd tot priester en in 1514 tot bisschop van Przemyśl. Een jaar later werd hij vice-kanselier van Polen en ging bovendien de geschiedenis in als een van de grondleggers van een akkoord met de Habsburgers. Piotr Tomicki werd in 1524 bisschop van Krakau en deed pas in 1526 afstand van zijn bisschopsambt in Poznań, dat hij in 1520 had weten te bemachtigen. De bisschoppen Jan Lubrański en Jan Konarski hebben met de steun van koning Jan I Albrecht van Polen Piotr Tomicki geholpen in het winnen van de drie bisschopsambten. De aartsbisschop Jan Łaski heeft deze benoemingen geprobeerd te dwarsbomen.
Piotr Tomicki onderhield contacten met veel verlichte geesten van Europa, waaronder Desiderius Erasmus. Tomicki stond bekend als een genereus beschermheer van kunstenaars, met name beeldhouwers. Zijn beeldencollectie van tussen 1520-30 kon zich meten met die van de koning.

## Werken
- Acta Tomiciana[2]

- Digitale Bibliotheek voor de Nederlandse Letteren: tomi002
- Gemeinsame Normdatei: 13000099X
- International Standard Name Identifier: 0000 0001 0881 1092
- Library of Congress Control Number: n2004106778
- Nederlandse Thesaurus van Auteursnamen: 304171867
- Virtual International Authority File: 25699004
- WorldCat: E39PBJmpdbXGmQQ8hyxy4mxRrq